# Černelavci
Černelavci (madžarsko Kisszombat) je naselje v Občini Murska Sobota.

## Prireditve
Leta 1930, 1953 Borovo gostüvanje.